# Centrale de Lachine
La Centrale de Lachine était une centrale hydroélectrique érigée sur le fleuve Saint-Laurent, à LaSalle sur l’île de Montréal, au Québec, par Lachine Rapids Hydraulic and Land Company. Mise en service en 1897, elle est alors la plus puissante des installations hydroélectriques au Québec.
En 1903 la centrale est acquise par la Montreal Light Heat and Power Corporation qui l'exploitera jusqu'en 1931. Devenue vétuste elle est démolie en 1948 et partiellement remblayée pour être intégrée au parc des Rapides.

## Histoire
La présence de rapides sur le fleuve Saint-Laurent s'explique par un dénivelé important à certains endroits. Sur la section de Lachine le lit du fleuve chute de 15 mètres sur seulement 40 kilomètres. Son potentiel hydraulique est estimé à 1 million de chevaux.
En 1895 la Lachine Rapids Hydraulic and Land Company commence la construction d'un aménagement hydroélectrique au niveau des rapides de Lachine sur le fleuve Saint-Laurent où le courant atteint presque 4,5 m/s.

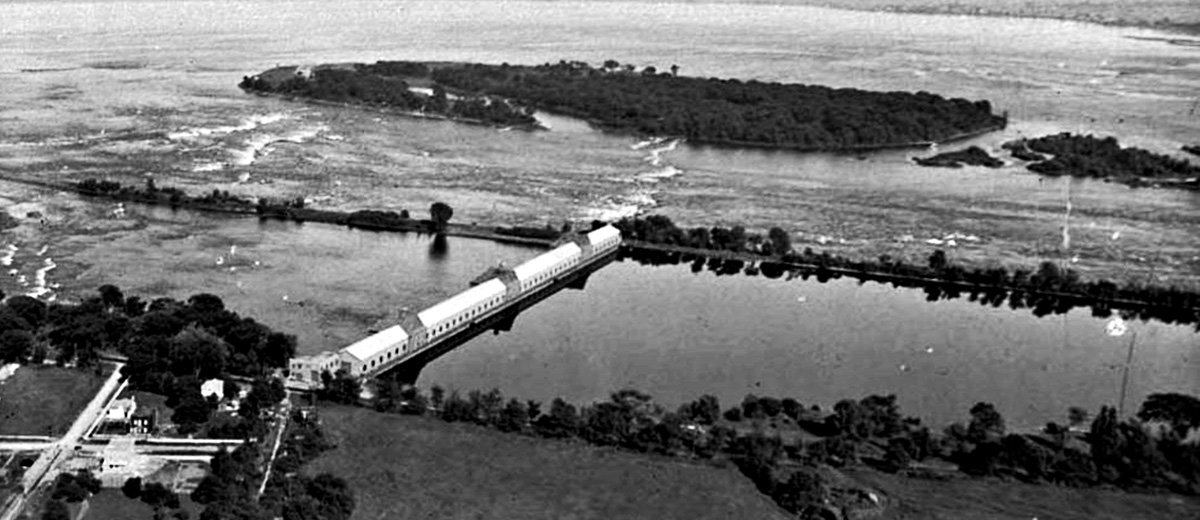
La centrale et son canal, devant l’île aux Hérons, 1927.

Une digue parallèle à la rive de l’île de Montréal, longue d'environ un mile (1,6 km), est aménagée et le canal ainsi formé est approfondi. À environ 365 mètres de l'embouchure aval du canal un barrage perpendiculaire au courant de 1 000 pieds (304,8 m) de long est érigé. La centrale électrique aménagée au dessus consiste en un long bâtiment comprenant quatre salles des turbines de 12 mètres de largeur séparées par trois salles des générateurs de 18,6 m de large.
La centrale est inaugurée le 25 septembre 1897 par le maire de Montréal. Entièrement financé par les souscriptions des résidents de Montréal et Ottawa, elle aura coûté 1,4 million de dollars (38 millions de 2016). Environ 400 ouvriers auront participé à sa construction et donné naissance au quartier Bronx de LaSalle.
En 1929, l'ouverture de la centrale de Beauharnois en amont sur le fleuve rend celle de Lachine obsolète. Son exploitation cessera deux années plus tard.

## Exploitation

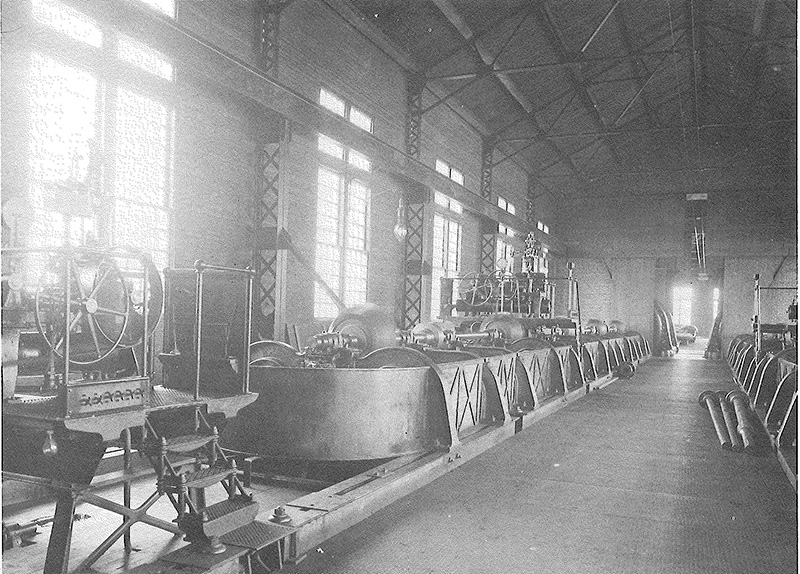
Un groupe de six turbines faisant tourner l'arbre d'un alternateur derrière la cloison en arrière-plan, vers 1900.

La centrale de Lachine renferme 72 turbines Francis de 1,45 mètre de diamètre, générant 300 chevaux de puissance chacune. Chacun de ses 12 générateurs horizontaux est actionné par six turbines dont l'axe vertical est relié à celui du générateur par des couples coniques. Chaque groupe de six turbines est contrôlé automatiquement par un régulateur à boules commandant les vannes d'admission d'eau.
Les générateurs sont des alternateurs de 750 kW produisant un courant triphasé de 4 400 volts, 60 Hz à vitesse de rotation normale de 175 tr/min. Une ligne électrique aérienne de 9 km relie la centrale à une sous-station sur la berge qui amène la tension du courant à 1 000 ou 2 000 volts pour distribution.
Pour lutter contre les glaces en hiver la profondeur moyenne du canal d'évacuation est de 6 pieds (1,8 m) afin de réduire la vitesse de l'eau turbinée pour lui permettre de geler en surface et ainsi éviter la formation de frasil en dessous. À l'entrée du canal une estacade inclinée dans la direction du courant permet de dévier les glaces dérivantes.

## Projet Archipel
En 1954, lors de la construction de la voie maritime du Saint-Laurent l'emplacement de l'écluse de la Côte Sainte-Catherine a été choisi pour ne pas gêner la réutilisation éventuelle des rapides de Lachine pour la production électrique.
En juin 1979 le projet Archipel d'aménagement hydraulique du plan d'eau de l'archipel d'Hochelaga envisage, entre autres, l’aménagement d'une nouvelle centrale électrique au fil de l'eau de 5,6 MWh, immédiatement en amont des rapides de Lachine. Au cours des années 1980 plusieurs études de faisabilité sont menées mais elles déterminent que le projet ne serait pas rentable.